# U.S. National Championships 1886
Die 6. U.S. National Championships 1886 waren ein Tennis-Rasenplatzturnier der Klasse Grand Slam. Es fand vom 23. bis 28. August 1886 im Newport Casino in Newport, Rhode Island, Vereinigte Staaten statt.